# Paketknoten
Der Paketknoten ist ein Knoten zum Verbinden zweier Seile oder Schnüre, zum Beispiel im Bergsport.

## Anwendung
Ursprünglich diente der Knoten beim Abseilen als Alternative zum Sackstich. Heute ist diese Anwendung überholt und der deutsche Alpenverein empfiehlt den Knoten zum Verbinden von Reepschnüren aus Kevlar. Für Sanduhrschlingen aus Dyneema-Reepschnur gilt er als optimal.
Der Paketknoten hat eine deutlich höhere Knotenfestigkeit als der Sackstich, ist aber etwas schwieriger zu knüpfen und hat ein komplexeres Knotenbild, was das Kontrollieren erschwert.

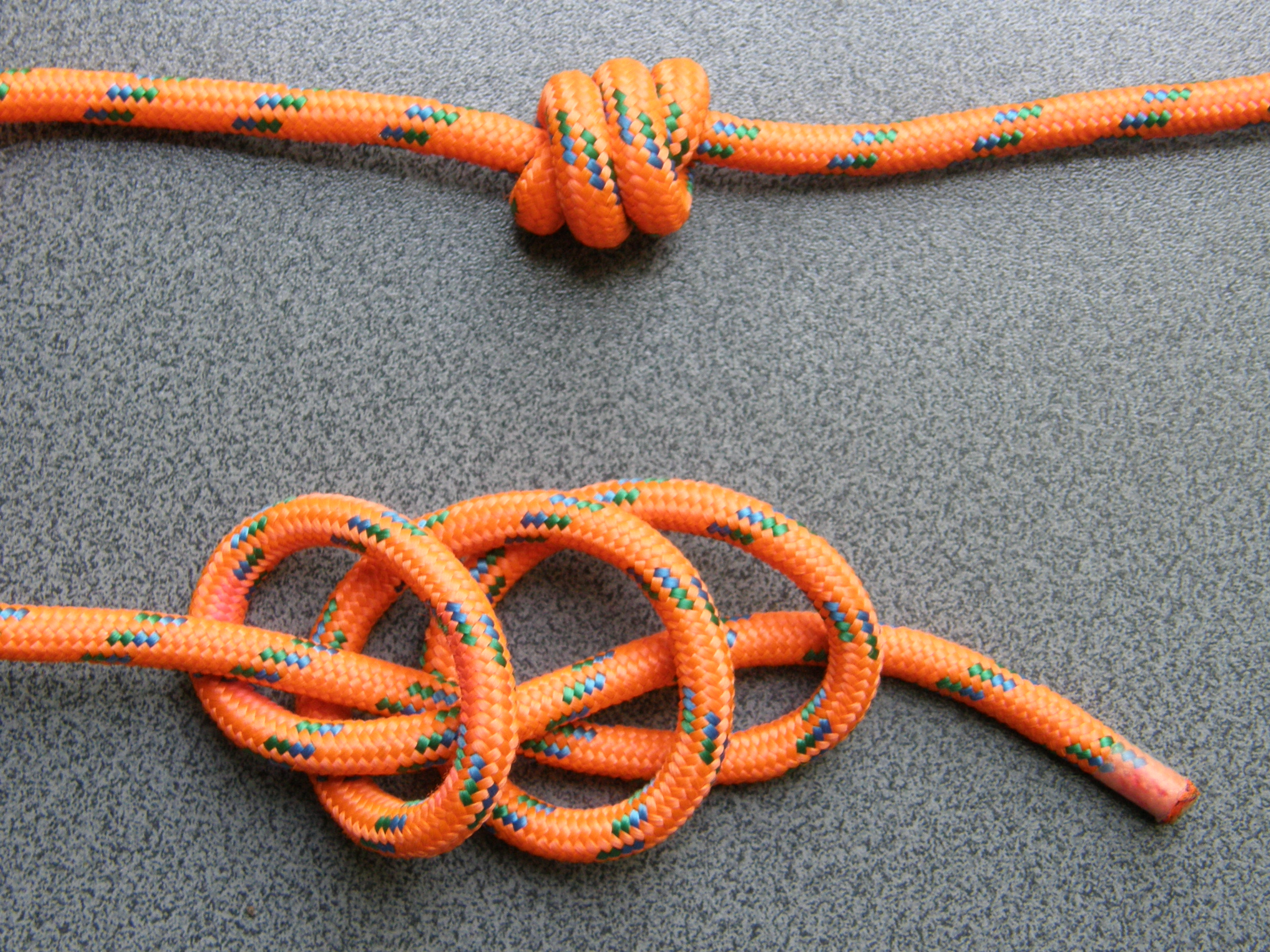
Illustration an einem Strang zur besseren Übersicht

## Knüpfen
Beide Seilenden werden zweimal um die davor liegenden Stränge gewickelt und dann die Enden durch die so entstandenen Augen gesteckt.

## Alternativen
Meistens verwenden Kletterer den Sackstich, da er leichter zu kontrollieren ist.
Ein Achterknoten lässt sich nach größerer Belastung leichter lösen, allerdings benötigt dieser mehr Leine zum Knüpfen und ist voluminöser.
Zur dauerhaften Verbindung von Reepschnur-Schlingen empfiehlt der DAV bei Kevlar den doppelten Spierenstich; bei Dyneema den dreifachen.
Eine sehr haltbare Verbindung, die sich auch leicht lösen lässt, ist der Zeppelinstek.